# Festa do Rosário (Dürer)
A Festa do Rosário (em alemão: Rosenkranzfest) é uma pintura a óleo de 1506 de Albrecht Dürer, atualmente na Galeria Nacional de Praga, República Tcheca. De acordo com o historiador de arte tchecoslovaco Jaroslav Pešina, é "provavelmente a pintura mais soberba que um mestre alemão já criou". A obra também se relaciona com uma série de obras de arte encomendadas por Maximiliano I, seus súditos borgonheses ou figuras próximas de sua família para comemorar Maria, Duquesa da Borgonha, a primeira esposa de Maximiliano e para fornecer o foco para um fenômeno de culto que associou seu nome à Virgem Maria.